# Wei Kexing
Wei Kexing (魏克兴S, Wèi KèxìngP; Qingdao, 13 febbraio 1963) è un allenatore di calcio ed ex calciatore cinese, di ruolo difensore.

## Palmarès

### Giocatore

#### Competizioni nazionali
- Coppa della Cina: 2

Beijing Gouan: 1996, 1997